# 1905 코파 델 레이 결승전
1905 코파 델 레이 결승전(스페인어: La Final de la Copa del Rey de 1905)은 스페인 축구 컵대회인 코파 델 레이의 3번째 결승전이다. 이 경기는 1905년 4월 18일에 마드리드의 티로 델 피촌에서 진행되었다. 이 경기는 아틀레틱 빌바오와 마드리드 축구단 간의 경기였다.
마드리드 축구단은 아틀레틱 빌바오를 1-0으로 이기면서 사상 첫 대회 우승을 거두었다.

## 상세 경기 정보
| 아틀레틱 빌바오 | 0-1 | 마드리드 축구단     |
| --------------- | --- | ------------------- |
|                 |     | 마누엘 프라스트 70′ |

| 아틀레틱 빌바오:       |  |
|                        |  |
| 프라도                 |  |
| 에르메네힐도 가르시아  |  |
| J. 이리사르            |  |
| 루에스치               |  |
| 토마스 무르가          |  |
| 루이스 실바            |  |
| 데이비스               |  |
| 마르케스 데 발데테라소 |  |
| 윌리엄 다이어          |  |
| 알레한드로 데 라 소타  |  |
| 베니그노 라레아        |  |

| 마드리드 축구단:     |  |
|                      |  |
| 마누엘 알칼데        |  |
| 호세 베라온도 (주장) |  |
| 텔레스포로 알바레스  |  |
| 에우헤니오 비스발    |  |
| 루시아노 리사라가    |  |
| 앙리 노르망          |  |
| 페드로 파라헤스      |  |
| 마누엘 프라스트      |  |
| 안토니오 알론소      |  |
| 페데리코 레부엘토    |  |
| 호아킨 야르사        |  |

## 같이 보기
- 구 고전 더비